# Steam Tank
Der Steam Tank (auf dt. Dampfpanzer) war ein früher US-amerikanischer Panzer-Entwurf des Jahres 1918, der dem britischen Mark IV ähnelte, aber mit Dampf angetrieben wurde.

## Geschichte
Der Steam Tank wurde von einem Offizier des United States Army Corps of Engineers entworfen. Das Projekt wurde von General John A. Johnston mit Hilfe der „Endicott and Johnson Shoe Company“ begonnen und von den Bostoner Bankiers „Phelan and Ratchesky“ mit 60.000 Dollar finanziert. Das Fachwissen wurde von der Stanley Motor Carriage Company in Watertown, Massachusetts beigesteuert, die Dampfautomobile produzierte. Es wurden die Maschinen und Kessel von zwei Schienenautomobilen verwendet. Frühere Fahrzeuge für den Kampfeinsatz verwendeten Dampf, weil Benzinmotoren noch nicht genügend Leistung erbrachten. Der Steam Tank war als Träger für Flammenwerfer konstruiert und diese sollten ursprünglich ebenfalls durch Dampf angetrieben werden. Später wurde ein Benzinmotor zur Erzeugung des Drucks für den Flammenwerfer eingebaut, wobei die beiden Zwei-Zylinder-Dampfmaschinen weiterhin zum Antrieb jeweils einer Kette dienten.
Es wurde nur ein Fahrzeug fertiggestellt und im April 1918 in Boston in mehreren Paraden vorgeführt, wobei es einmal vor dem Publikum liegen blieb. Der Prototyp – er war auf den Namen America getauft worden – wurde im Juni unter großer Anteilnahme und zur moralischen Unterstützung zu Tests nach Frankreich verschifft.

## Technik
Die Höchstgeschwindigkeit lag bei 6 km/h und es gab je zwei Vorwärts- und Rückwärtsgänge. Die Dampfmaschinen nutzten Kerosin als Brennstoff. 
Der Flammenwerfer in der vorderen Kabine hatte eine Reichweite von 30 Metern; die Mündung war in einem drehbaren Turm auf dem Dach angebracht. Zusätzlich waren vier Maschinengewehre des Kalibers 7,62 mm in zwei seitlichen Türmen angebracht. Das Fahrzeug war 10,6 Meter lang, 3,8 Meter breit sowie 3,2 Meter hoch und wog 50 Tonnen. 
Die Besatzung von acht Mann bestand aus einem Kommandanten, einem Fahrer, dem Bediener des Flammenwerfers, einem Mechaniker und vier MG-Schützen.
Der Entwurf hatte einige ernsthafte Probleme. Die Kühlung war unzureichend und das Fahrzeug durch die beiden Dampfkessel und die große Menge an Brennstoffen für den Betrieb der Dampfmaschinen, des Benzinmotors und des Flammenwerfers sehr verwundbar. 
Es gab noch ein weiteres Projekt eines dampfgetriebenen Panzers, das statt Ketten drei Räder verwendete.